# Richard Murphy
Richard Murphy (* 8. Mai 1912 in Boston, Massachusetts; † 19. Mai 1993 in Los Angeles, Kalifornien) war ein US-amerikanischer Drehbuchautor und Filmregisseur.

## Leben
Murphy wuchs in New York City und Darien, Connecticut auf. Im Fach Englisch erlangte er einen Abschluss am Williams College.
Murphy arbeitete zunächst bei der Zeitschrift The Literary Digest und betätigte sich ab Ende der 1930er Jahre als Drehbuchautor. Insgesamt war er an 28 Produktionen beteiligt. Sein Schwerpunkt lag hierbei auf den 1940er und 1950er Jahren.
1954 wurde er für sein Drehbuch zu Die Wüstenratten für den Oscar in der Kategorie Bestes Originaldrehbuch nominiert. Eine erste Nominierung für diesen Preis hatte er 1948 in der Kategorie Bestes adaptiertes Drehbuch für Bumerang erhalten.
Im Jahr 1955 gab er mit dem Drama Für Amerikaner verboten? sein Debüt als Regisseur. 1960 folgte mit Auf schrägem Kurs sein zweiter und letzter Film.
1970 zeichnet ihn die Writers Guild of America mit dem Valentine Davies Award aus. Viermal war er für den WGA Award nominiert gewesen. 	
Ende der 1960er Jahre entwickelte er die Fernsehserie Gefährlicher Alltag, die von 1966 bis 1969 produziert wurde. Im Anschluss trat er nur noch ein Mal als Drehbuchautor in Erscheinung: 1980 entstand unter seiner Mitwirkung Die Entführung des Präsidenten.
Murphy war verheiratet und Vater zweier Kinder.

## Filmografie (Auswahl)
- 1947: Bumerang (Boomerang!)
- 1948: Deep Waters
- 1948: Schrei der Großstadt (Cry of the City)
- 1949: Sturmflug (Slattery's Hurricane)
- 1950: Unter Geheimbefehl (Panic in the Streets)
- 1952: Die Legion der Verdammten (Les Miserables)
- 1953: Die Wüstenratten (The Desert Rats)
- 1954: Die gebrochene Lanze (Broken Lance)
- 1955: Für Amerikaner verboten (Three Stripes in the Sun)
- 1959: Der Zwang zum Bösen (Compulsion)
- 1959: Der Zorn des Gerechten (The Last Angry Man)
- 1960: Auf schrägem Kurs (The Wackiest Ship in the Army)
- 1980: Die Entführung des Präsidenten (The Kidnapping of the President)